# Формула-1 — Гран-прі Бахрейну 2022

Портал:Формула-1

Гран-прі Бахрейну 2022 (офіційно — Formula 1 Gulf Air Bahrain Grand Prix 2022) — автоперегони чемпіонату світу Формули-1, які відбулися 20 березня 2022 року на Міжнародному автодромі Бахрейну в Сахірі, Бахрейн. Це перший етап чемпіонату світу і вісімнадцяте Гран-прі Бахрейну в історії.
Переможцем гонки став пілот команди Феррарі Шарль Леклер, здобувши свою третю перемогу в кар'єрі та першу з часів Гран-прі Італії 2019. На другому місці фінішував його напарник Карлос Сайнс (молодший). Трійку лідерів замкнув семиразовий чемпіон світу та п'ятиразовий переможець Гран-прі Бахрейну — пілот Мерседеса Льюїс Гамільтон. Його напарник, Джордж Расселл, який приєднався до Мерседеса у 2022 році, посів четверте місце. На п'ятому місці фінішував Кевін Магнуссен з Хаас, який повернувся у команду перед тестовими заїздами в Бахрейні. Гонщики команди Ред Булл, Серхіо Перес і чинний чемпіон Макс Ферстаппен протягом усієї гонки виборювали високі позиції, але за кілька кіл до фінішу зійшли один за одним через технічні причини.
Команда Феррарі на цьому Гран-прі здобула першу перемогу та перший дубль з часів Гран-прі Сінгапуру 2019.

## Шини
Під час гран-прі було дозволено використовувати шини Pirelli C2, C3, і C4 (hard, medium і soft).
| Hard | Medium | Soft |
| ---- | ------ | ---- |

## Вільні заїзди
Першу сесію в сезоні виграв П'єр Гаслі, показавши час на три секунди гірший ніж минулорічний, а в другій і третій сесіях був першим чинний чемпіон Макс Ферстаппен. Шарль Леклер у всіх трьох сесіях став другим, Сайнс в обох п'ятничних сесіях виявився третім, а в суботу третім став Серхіо Перес

| Сесія | Лідер           | Конструктор        | Ш | Час      | Погода        | Повітря °C | Траса °C |
| ----- | --------------- | ------------------ | - | -------- | ------------- | ---------- | -------- |
| 1     | П'єр Гаслі      | Альфа Таурі - RBPT | P | 1:34,193 | Сонячно. Сухо | +20 ... 19 | +36…32   |
| 2     | Макс Ферстаппен | Ред Булл - RBPT    | P | 1:31,936 | Ясно. Сухо    | +17        | +24…22   |
| 3     | Макс Ферстаппен | Ред Булл - RBPT    | P | 1:32,544 | Ясно. Сухо    | +22        | +36…35   |

## Кваліфікація
Погода: Ясно. Сухо. Повітря +19 °C, траса +26…24 °C
| Місце                                       | №  | Пілот               | Конструктор             | Частина 1 | Частина 2 | Частина 3 | Старт |
| ------------------------------------------- | -- | ------------------- | ----------------------- | --------- | --------- | --------- | ----- |
| 1                                           | 16 | Шарль Леклер        | Феррарі                 | 1:31,471  | 1:30,932  | 1:30,558  | 1     |
| 2                                           | 1  | Макс Ферстаппен     | Ред Булл - RBPT         | 1:31,785  | 1:30,757  | 1:30,681  | 2     |
| 3                                           | 55 | Карлос Сайнс (мол.) | Феррарі                 | 1:31,567  | 1:30,787  | 1:30,687  | 3     |
| 4                                           | 11 | Серхіо Перес        | Ред Булл - RBPT         | 1:32,311  | 1:31,008  | 1:30,921  | 4     |
| 5                                           | 44 | Льюїс Гамільтон     | Мерседес                | 1:32,285  | 1:31,048  | 1:31,238  | 5     |
| 6                                           | 77 | Вальттері Боттас    | Альфа Ромео - Феррарі   | 1:31,919  | 1:31,717  | 1:31,560  | 6     |
| 7                                           | 20 | Кевін Магнуссен     | Хаас - Феррарі          | 1:31,955  | 1:31,461  | 1:31,808  | 7     |
| 8                                           | 14 | Фернандо Алонсо     | Альпін - Рено           | 1:32,346  | 1:31,621  | 1:32,195  | 8     |
| 9                                           | 63 | Джордж Расселл      | Мерседес                | 1:32,269  | 1:31,252  | 1:32,216  | 9     |
| 10                                          | 10 | П'єр Гаслі          | Альфа Таурі - RBPT      | 1:32,096  | 1:31,635  | 1:32,338  | 10    |
|                                             |    |                     |                         |           |           |           |       |
| 11                                          | 31 | Естебан Окон        | Альпін - Рено           | 1:32,041  | 1:31,782  |           | 11    |
| 12                                          | 47 | Мік Шумахер         | Хаас - Феррарі          | 1:32,380  | 1:31,998  |           | 12    |
| 13                                          | 4  | Ландо Норріс        | Макларен - Мерседес     | 1:32,239  | 1:32,008  |           | 13    |
| 14                                          | 23 | Александр Албон     | Вільямс - Мерседес      | 1:32,726  | 1:32,664  |           | 14    |
| 15                                          | 24 | Чжоу Гуаньюй        | Альфа Ромео - Феррарі   | 1:32,493  | 1:33,543  |           | 15    |
|                                             |    |                     |                         |           |           |           |       |
| 16                                          | 22 | Юкі Цунода          | Альфа Таурі - RBPT      | 1:32,750  |           |           | 16    |
| 17                                          | 27 | Ніко Гюлькенберг    | Астон Мартін - Мерседес | 1:32,777  |           |           | 17    |
| 18                                          | 3  | Данієль Ріккардо    | Макларен - Мерседес     | 1:32,945  |           |           | 18    |
| 19                                          | 18 | Ленс Стролл         | Астон Мартін - Мерседес | 1:33,032  |           |           | 19    |
| 20                                          | 6  | Ніколас Латіфі      | Вільямс - Мерседес      | 1:33,634  |           |           | 20    |
| 107% від часу лідера першої сесії: 1:37,873 |    |                     |                         |           |           |           |       |
| Джерело:                                    |    |                     |                         |           |           |           |       |

## Гонка
Погода: Ясно. Сухо. Повітря +24...22°C, траса +29...27°C
| Місце                                                                       | З  | +/-  | №  | Пілот               | Конструктор             | Ш | Кола | Час/причина сходу | Швидкість | Піт | Типи шин | Про  |
| --------------------------------------------------------------------------- | -- | ---- | -- | ------------------- | ----------------------- | - | ---- | ----------------- | --------- | --- | -------- | ---- |
| 1                                                                           | 1  | ▬    | 16 | Шарль Леклер        | Феррарі                 | P | 57   | 1:37:33,584       | 189,568   | 3   | S S M S  | 25+1 |
| 2                                                                           | 3  | ▲ 1  | 55 | Карлос Сайнс (мол.) | Феррарі                 | P | 57   | + 5,598           | 189,387   | 3   | S S M S  | 18   |
| 3                                                                           | 5  | ▲ 2  | 44 | Льюїс Гамільтон     | Мерседес                | P | 57   | + 9,675           | 189.255   | 3   | S H M S  | 15   |
| 4                                                                           | 9  | ▲ 5  | 63 | Джордж Расселл      | Мерседес                | P | 57   | + 11,211          | 189,206   | 3   | S H M S  | 12   |
| 5                                                                           | 7  | ▲ 2  | 20 | Кевін Магнуссен     | Хаас - Феррарі          | P | 57   | + 14,754          | 189,092   | 3   | S S M S  | 10   |
| 6                                                                           | 6  | ▬    | 77 | Вальттері Боттас    | Альфа Ромео - Феррарі   | P | 57   | + 16,119          | 189,048   | 3   | S M M S  | 8    |
| 7                                                                           | 11 | ▲ 4  | 31 | Естебан Окон        | Альпін - Рено           | P | 57   | + 19,423          | 188,941   | 3   | S M H S  | 6    |
| 8                                                                           | 16 | ▲ 8  | 22 | Юкі Цунода          | Альфа Таурі - RBPT      | P | 57   | + 20,386          | 188,910   | 3   | S M S S  | 4    |
| 9                                                                           | 8  | ▼ 1  | 14 | Фернандо Алонсо     | Альпін - Рено           | P | 57   | + 22,390          | 188,846   | 3   | S M H S  | 2    |
| 10                                                                          | 15 | ▲ 5  | 24 | Чжоу Гуаньюй        | Альфа Ромео - Феррарі   | P | 57   | + 23,064          | 188,824   | 3   | S M M S  | 1    |
| 11                                                                          | 12 | ▲ 1  | 47 | Мік Шумахер         | Хаас - Феррарі          | P | 57   | + 32,574          | 188,519   | 2   | S M S    |      |
| 12                                                                          | 19 | ▲ 7  | 18 | Ленс Стролл         | Астон Мартін - Мерседес | P | 57   | + 45,873          | 188,094   | 3   | S S M S  |      |
| 13                                                                          | 14 | ▲ 1  | 23 | Александр Албон     | Вільямс - Мерседес      | P | 57   | + 53,932          | 187,838   | 3   | S M M S  |      |
| 14                                                                          | 18 | ▲ 4  | 3  | Данієль Ріккардо    | Макларен - Мерседес     | P | 57   | + 54,975          | 187,804   | 3   | M S H S  |      |
| 15                                                                          | 13 | ▼ 2  | 4  | Ландо Норріс        | Макларен - Мерседес     | P | 57   | + 56,335          | 187,761   | 3   | M H S S  |      |
| 16                                                                          | 20 | ▲ 4  | 6  | Ніколас Латіфі      | Вільямс - Мерседес      | P | 57   | + 61,795          | 187,588   | 3   | S S M S  |      |
| 17                                                                          | 17 | ▬    | 27 | Ніко Гюлькенберг    | Астон Мартін - Мерседес | P | 57   | + 63,829          | 187,523   | 3   | S S M S  |      |
| 18                                                                          | 4  | ▼ 14 | 11 | Серхіо Перес        | Ред Булл - RBPT         | P | 56   | Схід              | 189,084   | 3   | S M S S  |      |
| 19                                                                          | 2  | ▼ 17 | 1  | Макс Ферстаппен     | Ред Булл - RBPT         | P | 54   | Схід              | 187,792   | 4   | S S M S  |      |
| Схід                                                                        | 10 | ▼ 10 | 10 | П'єр Гаслі          | Альфа Таурі - RBPT      | P | 44   | Електрика         | -         | 2   | S M H    |      |
| Найшвидше коло: Шарль Леклер ( Ferrari ) - 1:34,570, поставлений на 51 колі |    |      |    |                     |                         |   |      |                   |           |     |          |      |
| Джерело                                                                     |    |      |    |                     |                         |   |      |                   |           |     |          |      |

## Положення у чемпіонаті після гонки
| Місце   | Пілот               | Очки |
| ------- | ------------------- | ---- |
| 1       | Шарль Леклер        | 26   |
| 2       | Карлос Сайнс (мол.) | 18   |
| 3       | Льюїс Гамільтон     | 15   |
| 4       | Джордж Расселл      | 12   |
| 5       | Кевін Магнуссен     | 10   |
| Джерело |                     |      |

| Місце   | Конструктор           | Очки |
| ------- | --------------------- | ---- |
| 1       | Феррарі               | 44   |
| 2       | Мерседес              | 27   |
| 3       | Хаас - Феррарі        | 10   |
| 4       | Альфа Ромео - Феррарі | 9    |
| 5       | Альпін - Рено         | 8    |
| Джерело |                       |      |